# François Beaugendre
François Beaugendre (* 25. Juli 1880 in Salbris; † 6. Januar 1936 in Paris) war ein französischer Radrennfahrer. 
François Beaugendre war Berufsradrennfahrer von 1903 bis 1911. In diesen Jahren startete er viermal bei der Tour de France. Bei der ersten Austragung 1903 wurde er Neunter der Gesamtwertung und 1907 Fünfter. Bei seiner Teilnahme im Jahre 1904 gab er nach der fünften Etappe auf. Wegen zahlreicher Vorfälle während des Rennens (Absprachen, Bestechung, Fahrten mit dem Auto oder dem Zug etc.) wurden die vier führenden Fahrer disqualifiziert und weitere 29 sanktioniert. Beaugendre wurde nachträglich zum Sieger der vierten Etappe von Toulouse nach Bordeaux erklärt, so dass er faktisch zum Zeitpunkt seiner Aufgabe Führender in der Gesamtwertung gewesen war. 1908 belegte er Platz 13 in der Gesamtwertung. Als sein Bruder Omer 1908 Paris–Tours gewann, belegte Francois Rang sieben.
Beaugendre war einer von sechs Brüdern. Neben Omer war auch sein Bruder Joseph Radrennfahrer.